# Toni Schwabe
Toni Schwabe (n. 1877 - 1951) fue una escritora y activista por los derechos LGBT alemana.

## Obra
En 1902 publicó su primera novela, Die Hochzeit der Esther Franzenius. El libro presenta de forma sutil, pero reconocible, el amor lésbico, que en el caso de Schwabe aparece bajo la forma de la androginia. La novela es central en el ensayo Das Ewig-Weibliche («El eterno femenino») de Thomas Mann, que comienza con la frase: «¿Quién conoce Die Hochzeit der Esther Franzenius? ¡Que se levante y hable!». Mann habla del «lenguaje callado e introspectivo», de la «magia de esta prosa poética romántica», recalcando la afinidad con Wagner y Storm.
Una de las primeras obras de Schwabe fue Komm kühle Nacht, una colección de poemas lésbicos, con los que alcanzaría alguna notoriedad. En 1908, la crítica literaria Elfriede Kurzer, que había leído a Schwabe en una antología llamada Lesbos in der Dichtung der letzten Jahrzehnten («Lesbos en la poesía de las últimas décadas»), se refiere a Schwabe como «la injustamente olvidada gran poetisa Toni Schwabe», añadiendo «a cualquiera que esté interesado por la auténtica forma poética de la experiencia lésbica, le dará más que mil otros libros juntos. Amor verdadero, pasión y entrega hablan desde cada verso. Es deplorable que estos maravillosos tonos, que podrían ser una patria para nosotras, hoy pase sin ser oídos. ¡Contribuyamos a que el pensamiento sobre esta poetisa solitaria no desaparezca!»; texto que publicó en la revista Der Eigene de Adolf Brand.
En 1930 apareció en la editorial Axel Juncker su libro Bleib Jung meine Seele!, cuyo protagonista, Helge, es un personaje bisexual que tiene el aspecto de un gran hombre joven rubio.
El éxito le llegó con una serie de novelas que tratan las relaciones de Goethe con las mujeres de su vida, tomando como marco su desarrollo personal. En 1925 se editó Ulrike, le seguiría Der Ausbruch ins Grenzenlose en 1926, que trata de la época que Goethe pasó en Italia, siendo la protagonista Charlotte von Stein, y la tercena novela que cierra el ciclo, Christiane, que transcurre tras la vuelta de Goethe de Italia.

### Publicaciones (selección)
- Die Hochzeit der Esther Franzenius[4] (1902; «La boda de Esther Franzenius»)
- Die Stadt mit lichten Türmen (1904)
- Bleib jung meine Seele![5] (1906; «¡Mantente joven, alma mía!»)
- Komm kühle Nacht[6] (1908 «Ven fresca noche»)
- Tristan und Isolde (1908 «Tristan y Isolde»)
- Das Gespensterschiff (1920)
- Ulrike, ein Roman von Goethes letzter Liebe[7] (1925, «Ulrike, una novela del último amor de Goethe»)
- Der Ausbruch ins Grenzenlose. Ein Goetheroman[8] (1926; «La huida a lo ilimitado: una novela de Goethe.»)
- Christiane: Ein Goethe-Roman[9] (1931; «Christiane: una novela de Goethe»)
- Antlitz im Zwielicht (1949)

## Activista homosexual
Toni Schwabe junto con la policía Gertrud Topf (1881-1918) fueron las primeras mujeres en el cargo de Obmann, «delegado», en el Comité Científico Humanitario (WhK), la primera asociación LGBT que luchaba por los derechos de los homosexuales en las primeras décadas del siglo XX. La asociación había empezado a aceptar mujeres en 1901, pero no fue hasta 1910 que se eligieron las dos primeras Obmann femeninas. En el informe de la asamblea general del WhK del 30 de abril de 1910 se dice: «Por deseo expreso de muchas partes, también desde los círculos femeninos, se ha elegido por primera vez a dos damas como Obmann femeninos.» A pesar de los esfuerzos de Hirschfeld, que consideraba a las lesbianas como parte del tercer sexo, las mujeres no dejaron de ser un elemento marginal en la asociación.